# Lianne Shirley
Lianne Estelle Shirley (* 13. Oktober 1975 in Auckland, Neuseeland) ist eine neuseeländische Badmintonspielerin. 

## Karriere
Lianne Shirley gewann 2004 die New Zealand Open im Mixed mit Craig Cooper und wurde 2005 Zweite im Damendoppel mit Renee Flavell bei den Australian Open. Bei den Ozeanienmeisterschaften 2002 und 2004 gewann sie jeweils Bronze im Mixed. Bei der Badminton-Weltmeisterschaft 2005 war jedoch schon in Runde eins Endstation.

## Sportliche Erfolge
| Saison | Veranstaltung          | Disziplin   | Platz | Name                                    |
| ------ | ---------------------- | ----------- | ----- | --------------------------------------- |
| 1995   | Auckland International | Damendoppel | 2     | Sara Runesten-Petersen / Lianne Shirley |
| 1997   | Auckland International | Mixed       | 1     | Croydon Rutherford / Lianne Shirley     |
| 1999   | Auckland International | Damendoppel | 3     | Rebecca Gordon / Lianne Shirley         |
| 2001   | Auckland International | Mixed       | 3     | John Moody / Lianne Shirley             |
| 2002   | Ozeanienmeisterschaft  | Mixed       | 3     | John Moody / Lianne Shirley             |
| 2004   | New Zealand Open       | Mixed       | 1     | Craig Cooper / Lianne Shirley           |
| 2005   | Australian Open        | Damendoppel | 2     | Lianne Shirley / Renee Flavell          |
| 2006   | Ozeanienmeisterschaft  | Mixed       | 3     | Henry Tam / Lianne Shirley              |